# Sifaoroasi (Amandraya)
Sifaoroasi is een bestuurslaag in het regentschap Nias Selatan van de provincie Noord-Sumatra, Indonesië. Sifaoroasi telt 705 inwoners (volkstelling 2010).